# Yannick Franke
Yannick Ayrton Franke (Haarlem, 21 maggio 1996) è un cestista olandese.
È il figlio di Rolf Franke e il nipote di Wim Franke.

## Carriera
Con i Paesi Bassi ha disputato due edizioni dei Campionati europei (2015, 2022).